# 急凍食品

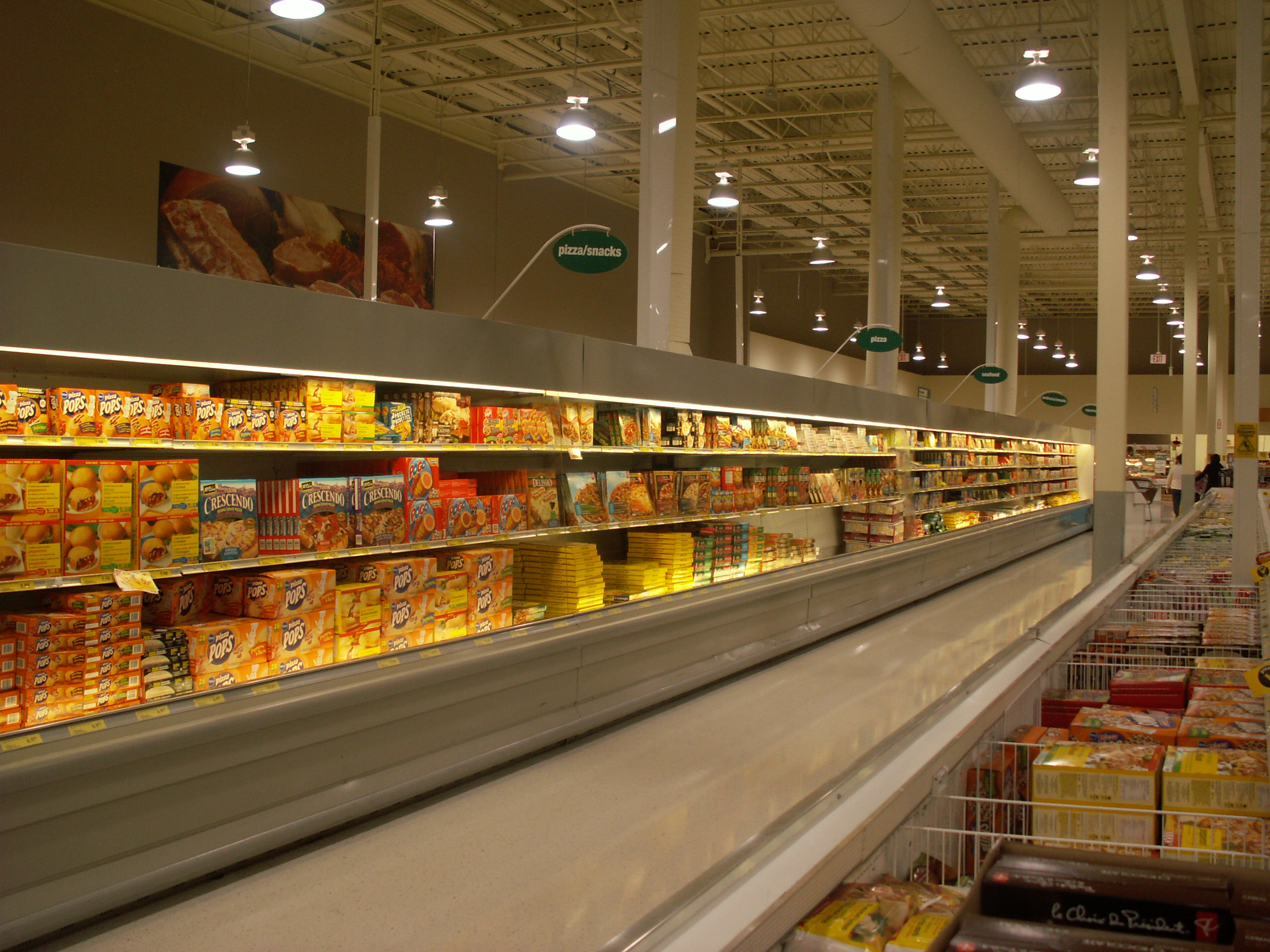
超級市場內的急凍食品

冷凍食品泛指經過冷凍（又稱雪藏，或不准确地称“冷藏”）處理的食品。其中急凍食品或稱速凍食品是指通过急凍（快速冷凍）处理的种类。冷凍食品是一種很常見的食物保存法，除了可大幅減低食物腐壞和化學反應的速度之外，更因為食物內的水結成冰，也嚴重阻礙微生物滋生，從而得以大幅延長食品之最佳食用日期。
食品能以冷凍方式保存數個月，長時間的冷凍須保持在至少−18 °C（0 °F）的低溫，因某些冷凍櫃無法達到如此的低溫，所以保存時間相大幅縮短。
特別注意的是，冷凍只能減緩食物腐壞的過程，使微生物的生長過程停止，但卻不能殺死他們。因為冷凍只能減緩酶反應，所以在冷凍前，食品製造商會焯水或添加化學物來停止酶反應。

## 防腐劑
冷凍產品不需要添加任何防腐劑，因為當食品溫度低於−9.5 °C（14.9 °F）時微生物不會生長，這本身就足以防止食品腐敗。食品的長期保存可能需要在較低的溫度下儲存。
羧甲基纖維素是一種無味無臭的穩定劑，通常添加到冷凍食品中，因為它不會影響產品的品質。

## 营养
冷冻食品，特别是经过速冻处理的食品，一般都能较好保留物质的营养素：宏量营养素保存得极好，水溶维生素稍有损失。总体而言，冷冻食品可以说是方便又营养，价格也经常更低廉。然而预调味的方便冷冻食品可能加入盐和脂肪影响总体营养价值，建议消费者参照营养标示选购。
冷冻蔬菜经过汆水处理，因此损失最多的一般为维生素C（虽然加上煮熟损失后和新鲜蔬菜煮熟差别甚小），其次为水溶性、不耐热的维生素B1（25%），再者为核黄素（4-18%，主要和冻前焯水有关） ，而胡萝卜素则是基本没有损失。

## 傳統及其他用途
許多極地的地區會將食物保存在雪地的洞穴或冰中的儲藏室，斯堪地那維亞地區就是利用這種傳統的方法保存魚類，特別是鯡魚。
許多國家會設有大型冷凍室，策略性地保存大量的食物以便國家緊急之用。